# امبوانا ساماتا
امبوانا ساماتا (انگلیسی: Mbwana Samatta؛ زادهٔ ۲۳ دسامبر ۱۹۹۲) بازیکن فوتبال اهل تانزانیا است. 
از باشگاه‌هایی که در آن بازی کرده‌است می‌توان به باشگاه فوتبال خنک و  استون ویلا اشاره کرد.
وی همچنین در تیم ملی فوتبال تانزانیا بازی کرده‌است.